# Iván Valenciano
Iván René Valenciano Pérez (Barranquilla, 18 de março de 1972) é um ex-futebolista colombiano que atuava como atacante.

## Carreira
Seu melhor desempenho ocorreu no Junior, onde teve quatro passagens. Também teve passagens apagadas no Brasil, atuando em quatro partidas pelo Gama, e na Itália, disputando cinco jogos pela Atalanta, em 1991. Jogou também por Veracruz, Morelia, Independiente Medellín, Deportivo Cali, Deportes Quindío, Olmedo e Centauros, sendo que neste último havia retomado a carreira em 2007.
El gordito de oro, como era conhecido, abandonou de vez os gramados em 2008, no Alianza Petrolera, da Segunda Divisão colombiana. Entretanto, sua despedida oficial foi um ano depois, em amistoso realizado no Estádio Metropolitano Roberto Meléndez, que contou com a presença do holandês Edgar Davids, do uruguaio Paolo Montero e também de quatro ex-companheiros de Seleção: Carlos Valderrama, Arnoldo Iguarán, Mauricio Serna e Faustino Asprilla. Atualmente é treina os atacantes do Real Cartagena.

## Seleção
Pela Seleção Colombiana de Futebol, Valenciano jogou entre 1991 e 2000. Jogou a Copa América 1991, as Olimpíadas de Barcelona, em 1992 e a Copa de 1994, onde os Cafeteros eram apontados como um dos favoritos ao título. Porém a Colômbia acabou sendo eliminada ainda na primeira fase. Ao não ser convocado para a Copa de 1998, Valenciano começou a planejar seu adeus à Seleção, ocorrido dois anos depois.